# Scuola di Bagui
La Scuola di Bagui (cinese tradizionale: 八桂學派, cinese semplificato: 八桂学派, pinyin: Bāguì Xuépài) è una scuola etnologia cinese, si intende una cerchia di etnologo dello Guangxi cinese, fondata a Guangxi intorno all'anno 1953, La Scuola di Bagui per la etnologia e la Zhuang degli oggetti fu diretta da Huang Xianfan(黄现璠/黃現璠), il quale fu professore per la cattedra di storiografia all'Università di Guangxi dove fondò l'gruppo ricerca sul campo e studi di minoranza etnica della Guangxi. Gli esordi del gruppo si devono far risalire al 1953. È conosciuto come Scuola di Bagui un gruppo di etnologi tutti allievi di Huang Xianfan e cronologicamente successivi alcuni allievi di Zhang Yiming(张一民/張一民). Tra i suoi studenti sono annoverati Huang Zengqing, Li Guozhu, Su Guanchang, Li Ganfen, Zhou Zongxian, Qin Suguan, Huang Weicheng, He Yingde, He Longqun, Yu Shijie, Xiao Zechang e Zhou Zuoming. Anche i suoi allievi precedenti, Wei Qingwen, Zhou Zuoqiou e Huang Shaoqing, possono essere considerati parte della scuola. Altro allievo di Huang Xianfa a Guangi fu Huang Weicheng(黄伟城/黃偉城) che poi insegnò a Università di Guangxi, Collegio etnia di Guangxi e infine a Università etnia di Guangxi. Allievi di Zhang Yiming furono a loro volta Gong Yonghuei(龚永辉/龔永輝), professore a Università etnia di Guangxi. Allievi di Huang Weicheng furono a loro volta Qin Naichang(覃乃昌), ricercatore a  Istituto etnia di Guangxi. Questo gruppo di etnologi è stato indicato come Scuola di Bagui.Didatticamente possiamo definire a posteriori tre momenti principali dello sviluppo di tale scuola, indicati come "prima" generazione, i cui esponenti principali furono Huang Xianfan (1899-1982), "seconda" generazione, di cui fece parte Huang Zengqing(1918-1995), Zhang Yiming(1923 -),Su Guanchang (1923- 2007), Li Ganfen (1930 - ？), Li Guozhu (1933 - ), Huang Weicheng e "terzo" generazione, di cui fece parte Qin Naichang(1947-2010),Yu Shijie(1950 - ), He Longqun(1954 - ) e Gong Yonghuei(1957 - ). 
La Scuola di Bagui è la prima scuola di minoranza cinese, maggioranza dei membri sono popolo Zhuang. Vivono principalmente nella Regione Autonoma di Guangxi Zhuang, nel Cina meridionale, studiano la storia e la cultura di Zhuang, opposta al nazionalismo, costruì la propria analisi e studio interamente su modelli di Zhuang.
Oggi si possono ricollegare a questa Scuola intellettuali cinese di primissimo piano come Ban Xiouwen (班秀文), Huang Hanru(黄汉儒/黃漢儒), Qin Cailuan(覃彩銮/覃彩鑾) , Qin Shengmin(覃圣敏/覃聖敏),Wei Qilin (韦其麟/韋其麟),Lan Hongen (蓝鸿恩/藍鴻恩), Fan Ximu(范西姆), Pan Qixu(潘其旭), Zheng Chaoxiong (郑超雄/鄭超雄) e Wei Suwen(韦苏文/韋蘇文)

## Contributi
La scuola di Bagui aveva dato grande impulso all'indagine etnologia cinese, come strumento di indiscussa validità per la conoscenza e la comprensione delle manifestazioni storia, cultura, religiose, artistiche, poetiche e letterarie di Zhuang.
Principali contributi della Scuola di Bagui sono:
- Creazione di Studio degli Zhuang
- Creazione di Museo degli Zhuang[2]
- Istituzione di Associazione Studio degli Zhuang[3]

- Istituzione di Centro ricerca degli Zhuang[4]
- Proposto una teoria di autonomia etnica regionale

## Principali esponenti
La prima generazione di membri
- Huang Xianfan(1899-1982, Zhuang, professore della storia del Collegio normale di Guangxi)
- Huang Zengqing (黄增庆/黃增慶, 1918-1995, Zhuang, ricercatori archeologici del Museo di Guangxi,  primo archeologo degli Zhuang)
- Ban Xiouwen (班秀文,1920 - , Zhuang, professore della medicina del Collegio medicina cinese di Guangxi)[5]
- Zhang Yiming (张一民,1923 - , Zhuang, professore della storia del Università normale di Guangxi)
- Su Guanchang (粟冠昌, 1923- 2007, Zhuang, professore della storia del Università normale di Guangxi)
- Lan Hongen (蓝鸿恩, 1924-1995, Zhuang, professore della letteratura del Università normale di Guangxi)[6]
- Ou Yang Ruoxiou (欧阳若修,1928 - , Han, professore della letteratura del Università normale di Guangxi)[7]
- Li Ganfen (李干芬, 1930 - ？, Zhuang, ricercatore a Istituto etnia di Guangxi)
- Li Guozhu (黎国轴, 1933 - , Zhuang, professore della storia del Collegio educazione di Hechi)[8]
- Huang Weicheng (黄伟城, Zhuang, professore della etnologia del Università  etnia di Guangxi)
- Zhou Zongxian (周宗贤, ricercatore a Istituto etnia di Guangxi)
- Zhou Zuoqiou (周作秋,1934 - , Zhuang, professore della letteratura del Università normale di Guangxi)
- Huang Shaoqing (黄绍清,1934 - , Zhuang, professore della letteratura del Università normale di Guangxi)
- Wei Qilin (韦其麟, 1935 - , Zhuang, professore della letteratura del Collegio normale di Guangxi)[9]

La seconda generazione di membri
- Nong Guanpin(农冠品, 1936 - , Zhuang, scrittore del Zhuang)
- Qin Guosheng (覃国生, 1937 - , Zhuang, professore della linguistica del Università  etnia di Guangxi)
- Pan Qixu(潘其旭, 1938 - ,  Zhuang, ricercatore a Accademia delle Scienze Sociali di Guangxi)
- Fan Ximu(范西姆, 1939 - , Zhuang, musicista)
- Huang Chengshou (黄成授, 1941- , Zhuang, professore della storia del Università etnia di Guangxi)
- Huang Hanru(黄汉儒, 1943 - , Zhuang, ricercatore a Istituto medicina etnia di Guangxi)
- Qin Naichang (覃乃昌, 1947-2010,  Zhuang, ricercatore a Istituto etnia di Guangxi)
- Qin Cailuan (覃彩銮, 1950 - , Zhuang, ricercatore a Istituto etnia di Guangxi)
- Qin Shengmin(覃圣敏, 1950 - , Zhuang, ricercatore a Istituto etnia di Guangxi)
- Yu Shijie(玉时阶,1950 - ,  Zhuang, professore della etnologia del Università  etnia di Guangxi)
- Zheng Chaoxiong (郑超雄, Zhuang, 1951- , ricercatori archeologici del Museo di Guangxi)

La terza generazione di membri
- He Longqun(何龙群,1954 - , Zhuang, professore della etnologia del Università etnia di Guangxi)
- Gong Yonghuei(龚永辉, 1957 - , Zhuang, professore della etnologia del Università etnia di Guangxi)
- Huang Guiqiu (黄桂秋, 1957 - , Zhuang, professore della letteratura del Collegio normale di Guangxi)
- Huang Zhennan (黄振南,1957 - ,Zhuang, professore della storia del Università normale di Guangxi)
- Liao Mingjun (廖明君, 1961 - , Zhuang, professore della etnologia del Università etnia di Guangxi)
- Huang Dongling(黄冬玲, 1962 - , Zhuang, professore della medicina del Collegio medicina cinese di Guangxi)
- Wei Suwen(韦苏文, 1963 - , Zhuang, etnologo)
- Qin Deqing (覃德清, 1963 - , Zhuang, professore della letteratura del Università normale di Guangxi)
- Yang Shuzhe (杨树喆, 1963 - , Zhuang, professore della letteratura del Università normale di Guangxi)
- Huang Xingqiu (黄兴球, 1964 - , Zhuang, professore della etnologia del Università etnia di Guangxi)
- Huang (黄家信, 1967 - , Zhuang, professore della etnologia del Università etnia di Guangxi)

La quarta generazione di membri
- Jin Li (金丽, Manciù, professore della etnologia del Università etnia di Guangxi)
- Wei Shunli (韦顺莉, Zhuang, professore della letteratura del Università etnia di Guangxi)
- Wei Danfen (韦丹芳, 1979 - , Zhuang, professore della etnologia del Università etnia di Guangxi)